# Molagavita
Molagavita è un comune della Colombia facente parte del dipartimento di Santander.
L'abitato venne fondato da Catalina Fajardo nel 1709.